# Pelmatograma
Un pelmatograma (del griego pelma, -atos, planta de los pies, y gramma, registro) es una impresión de la huella plantar usado en la ciencia médica y criminalística.
Al igual que la huella dactilar, la huella plantar es característica de cada persona. En un pelmatrograma se aprecia si la huella es muy plana y con una gran superficie de apoyo o si posee una superficie menor, dando la sensación de que falta algún segmento del pie. Es un error hacer un diagnóstico basado exclusivamente en la forma de la huella plantar, aunque es un buen recurso para detectar posibles puntos conflictivos.